# 雜色短臂鰨
雜色短臂鰨（學名：Microchirus variegatus）為輻鰭魚綱鰈形目鰨亞目鰨科的其中一種，為亞熱帶海水魚，分布於東北大西洋區，從不列顛群島至塞內加爾、地中海海域，棲息深度20-400公尺，體長可達35公分，棲息在沙泥底質底層水域，以底棲生物為食，生活習性不明，可作為食用魚。

## 扩展阅读
維基物種上的相關：雜色短臂鰨